# داین نیل
دایان نیل (انگلیسی: Diane Neal؛ زادهٔ ۱۷ نوامبر ۱۹۷۶) یک هنرپیشه اهل ایالات متحده آمریکا است.
از فیلم‌ها یا برنامه‌های تلویزیونی که وی در آن نقش داشته است می‌توان به قانون و نظم: واحد قربانیان ویژه اشاره کرد.